# Comando de Aeródromo A (o) 18/XII
El Comando de Aeródromo A (o) 18/XII (Flieger-Horst-Kommandantur A (o) 18/XII) fue una unidad de la Luftwaffe durante la Segunda Guerra Mundial.

## Historia
Fue formado el 1 de abril de 1944 en Straubing, a partir del Comando de Pista de Aterrizaje A 10/XIII. El 15 de junio de 1944 es renombrado como Comando de Aeródromo A (o) 34/VII.

## Comandantes
- Mayor Josef Waibel – (1 de abril de 1944 – 15 de junio de 1944)

## Servicios
- abril de 1944 – junio de 1944: en Straubing bajo el Comando de Base Aérea 11/XII.

## Orden de Batalla

### Unidades Adheridas
- Comando de Pista de Aterrizaje Ergoling
- Comando de Pista de Aterrizaje Landau
- Comando de Pista de Aterrizaje Regensburg-Obertraubling (formado a partir del Comando de Defensa de Aeródromo A 3/XIII)
- Comando de Pista de Aterrizaje Regensburg-Prüfening
- Comando de Pista de Aterrizaje Plattling
- Comando de Pista de Aterrizaje Cham